# Terra Mariana

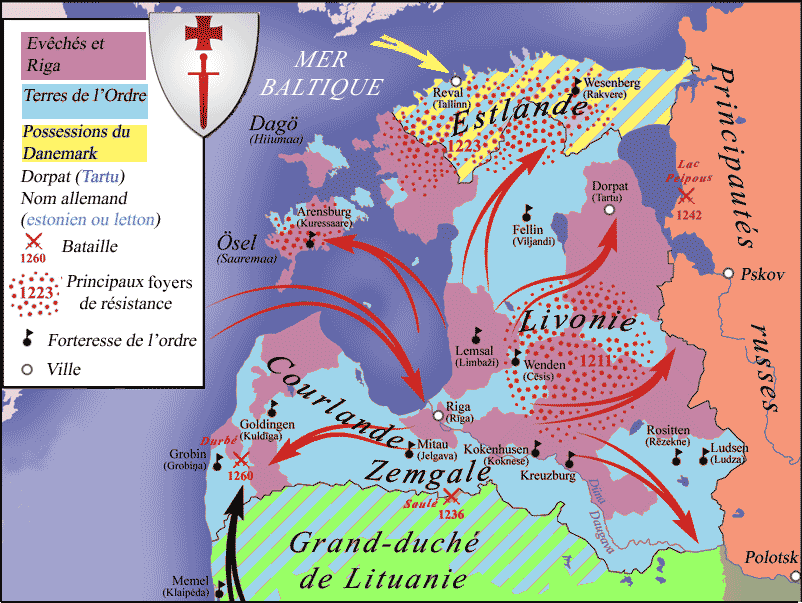
L'ancienne Livonie pendant les croisades baltes.

Terra Mariana (« Terre de Marie ») est le nom latin donné en 1207 par le pape Innocent III aux territoires de la Livonie médiévale, ou « ancienne Livonie », (en allemand : Alt-Livland , en estonien : Vana-Liivimaa ; en letton : Livonija) qui correspondent au territoire de l'actuelle Estonie et à la plupart de la Lettonie (sans la région de Latgale). 
L'histoire de la Terra Mariana est liée à celle des chevaliers Porte-Glaive (l'ordre de Livonie à partir de 1237), branche de l'ordre des chevaliers Teutoniques, et de l'archévêché de Riga qui ont créé la Confédération livonienne en 1228.

## Contexte: les croisades baltes
À la fin du XIIe siècle, les territoires situés entre l'embouchure de la Vistule et le golfe de Riga sont habités par des peuples baltes encore païennes (Prussiens, Lituaniens, Coures, Sémigaliens, Latgaliens etc.). Plus au nord, les Lives, l'un des peuples finno-ougriens, occupent un territoire s'étendant de l'embouchure de la Daugava le long de la côte baltique jusqu'aux territoires des Estoniens. 
Célestin III, pape de 1191 à 1198, a publié une bulle dans laquelle il appelle les chevaliers chrétiens à la croisade contre les populations locales baltes. Les communautés tribales ayant violemment rejeté les missionnaires venus répandre le christianisme, son successeur Innocent III décide de proclamer la croisade livonienne en 1198. 
La première étape est la création de l'évêché de Riga, dont le premier titulaire, Albert de Buxhoeveden en collaboration avec le missionnaire Theoderich von Treyden fonde l'ordre militaire des chevaliers Porte-Glaive en 1202 et a reçu la confirmation du pape deux ans plus tard. Sous le commandement des grands maîtres Wenno et Volkwin, cet ordre joue un rôle crucial lors des premières campagnes de la croisade. Avec l'aide du roi Valdemar II de Danemark et des croisés venus de diverses régions d'Europe, la supériorité des Occidentaux permet une avance rapide des croisés, les régions soumises passant finalement sous l'autorité administrative et ecclésiastique du clergé catholique.
En 1216, l'ordre de Dobrzyń est créé par Christian d'Oliva, le premier évêque de Prusse, mais vu son insuffisance, le prince polonais Conrad Ier de Mazovie fait appel (1226) aux chevaliers Teutoniques, bien implantés en Terre sainte et dans le Saint-Empire. Les Teutoniques, avec la caution de l'empereur (bulle de Rimini, 1226) entament dès 1230 la conquête des territoires prussiens et la conversion de leurs habitants.

## Histoire de la Terra Mariana

### La période deschevaliers Porte-Glaive(1207-1236)
La Terra Mariana est établie le 2 février 1207 en tant que principauté du Saint-Empire romain germanique, mais perd ce statut en 1215 lorsque  Innocent III la déclare territoire du Saint-Siège. 
En 1228, le légat pontifical, Guillaume de Modène, considérant que la croisade est achevée, répartit la Terra Mariana entre 
- des principautés ecclésiastiques (archevêché de Riga, évêchés de Courlande, de Dorpat, d'Ösel-Wiek),
- le duché d'Estonie[10],[11], attribué en tant que dominium directum et utile aux Danois ;
- les territoires dévolus aux chevaliers Porte-Glaive[12].

Hiérarchiquement, la fonction la plus élevée en Terra Mariana est l'archevêché de Riga. 
Après la défaite subie par les chevaliers Porte-Glaive à Siauliai face au grand-duché de Lituanie (1236), ils rejoignent en 1237 l'ordre Teutonique, dont ils deviennent une branche autonome, sous le nom d'ordre de Livonie. 

### La période 1237-1410

La Confédération livonienne en 1260.

En 1240, le roi de Danemark crée l'évêché de Reval, en se réservant le droit de nommer l'évêque (un cas unique à cette époque). 
En dehors du duché d'Estonie, une rivalité existe pour le contrôle du pays entre l'Église, l'ordre de Livonie, la noblesse germanique et les citoyens des villes hanséatiques de Riga et Reval qui ont un statut particulier. Il s'ensuit une période de guerre civile de 1296 à 1330.
En 1343, le duché d'Estonie subit le soulèvement de la nuit de la Saint-George, au terme duquel le Danemark décide de l'abandonner et de le vendre à l'ordre de Livonie (1346). 
Après cette date, l'ordre contrôle 67 000 km² et l'Église 41 000 km² (dont 18 000 pour l'archevêché de Riga, 4 500 pour l'évêché de Courlande).
Le territoire de l'ordre de Livonie est divisé en 40 districts dirigés par les baillis (sg. : Vogt).

### La période 1410-1525 et laconfédération livonienne
À la suite de la défaite subie en 1410 à Grunwald face à l'armée polono-lituanienne, l'ordre Teutonique et son État de Prusse se trouve affaibli.
En 1418, le pape nomme Johannes VI Ambundii archevêque de Riga. Ce prélat est à l'origine de la première réunion de la diète (Landtag) de Livonie, réunie en 1419 à Walk. En 1435, la diète décide la création d'une véritable confédération livonienne. 
Le déclin de l'ordre Teutonique (branche prussienne) se poursuit jusqu'en 1525, date où, sécularisé, il devient le duché de Prusse, vassal de la Pologne. L'ordre de Livonie devient alors un ordre indépendant. 

### La fin de la Terra Mariana (1561)
En 1561, au début de la guerre de Livonie, l'ordre de Livonie, vaincu par les Russes, cesse d'exister à la suite de la sécularisation effectuée par le grand-maître Gotthard Kettler sous la protection du grand-duché de Lituanie. 
Il s'ensuit une dislocation de la Terra Mariana.
La partie septentrionales est annexée par la Suède et forme l'Estonie suédoise, un des plus anciens territoires de l'empire suédois. 
Les territoires situés au nord de la Daugava (dont Riga) reviennent au grand-duché de Lituanie (et en 1569 à la république des Deux Nations) et forment le duché de Livonie.
Le grand-maître, converti au luthéranisme, reçoit le duché de Courlande et de Sémigalle (au sud de la Daugava).